# Indigofera graniticola
Indigofera graniticola är en ärtväxtart som beskrevs av Jan Bevington Gillett. Indigofera graniticola ingår i släktet indigosläktet, och familjen ärtväxter. Inga underarter finns listade i Catalogue of Life.